# LGBT im Metal
LGBT im Metal bildet einen gesonderten Untersuchungsgegenstand in anthropologischen und sozialwissenschaftlichen Betrachtungen der Metal-Szene. Dabei bietet die Auseinandersetzung mit der abgegrenzten Szene Erkenntnisse zu der Jugendkultur und den mit ihr verbundenen Stereotypen sowie zum Verhältnis der Metal-Szene zur LGBT-Community.
Die Metal-Szene gilt gemeinhin als maskulines Sozialgefüge. Der Szene werden häufig transphobe, homophobe sowie allgemein chauvinistische und heteronormative Werte nachgesagt. Studien zum Verhältnis der Metal-Szene zu LGBT-Akteuren und -Fans widersprechen dieser These. Jenseits einiger ideologisch geprägter Randbereiche des Metals, insbesondere in radikalen Teilbereichen des White und des Black Metals, welche mit aggressiver Ablehnung reagieren, zeigt sich das Gros der Metal-Szene im Verhältnis zu ihren LGBT-Akteuren und gegenüber einer queeren Lebensführung eher tolerant bis desinteressiert. Andererseits fielen einige Akteure des Metals durch homophobe Äußerungen und Handlungen auf, die ihrerseits häufig von Fans und anderen Akteuren der Szene kritisiert wurden. Als markanter und nachhaltig problematischer werden hingegen die stereotypen Männerbilder sowie die latente Heteronormativität im Metal gewertet, mit welcher eine Diskriminierung in der Sprache, sowohl im Alltagsgebrauch als auch in Liedtexten, einhergeht.

## Verhältnis der Szenen zueinander
Studien zum Verhältnis der Metal-Szene zu LGBT-Akteuren und -Fans weisen auf die Schnittmengen beider soziokulturellen Milieus hin. Die Anthropologin Amber R. Clifford-Napoleone wies hinzukommend auf eine gut vernetzte queere Fan-Gemeinde in der Metal-Szene hin.
Neben kulturellen und insbesondere modischen Aspekten, die aus Teilen der LGBT-Kultur in die Metal-Szene einflossen, zeigt sich diese vornehmlich apathisch akzeptierend gegenüber einer queeren Lebensführung von Fans und Akteuren ihrer Szene. Der Psychologe Michael Friedman mutmaßt, dass dieses Verhältnis im Selbstverständnis als Außenseiter begründet liege. Clifford-Napoleone weist hingegen auf eine latente Homophobie in der Szene hin, welche ihrer Einschätzung nach jedoch für männlich geprägte jugendkulturelle Gruppen typisch sei. Des Weiteren schreibt Clifford-Napoleone beiden Milieus stereotype Vorurteile gegenüber einander zu, die sich mit jenen der Gesamtgesellschaft decken und meist im bewussten Kontakt zueinander auflösen würden. Andererseits bietet die Metal-Szene ihren queeren jugendlichen Anhängern einen Entfaltungsspielraum, um die eigene geschlechtliche Identität jenseits heteronormativer Vorstellungen zu erfahren und auszuleben.

### Gegenseitiger soziokultureller Nutzen

#### Aufbrechen stereotyper Rollenmuster

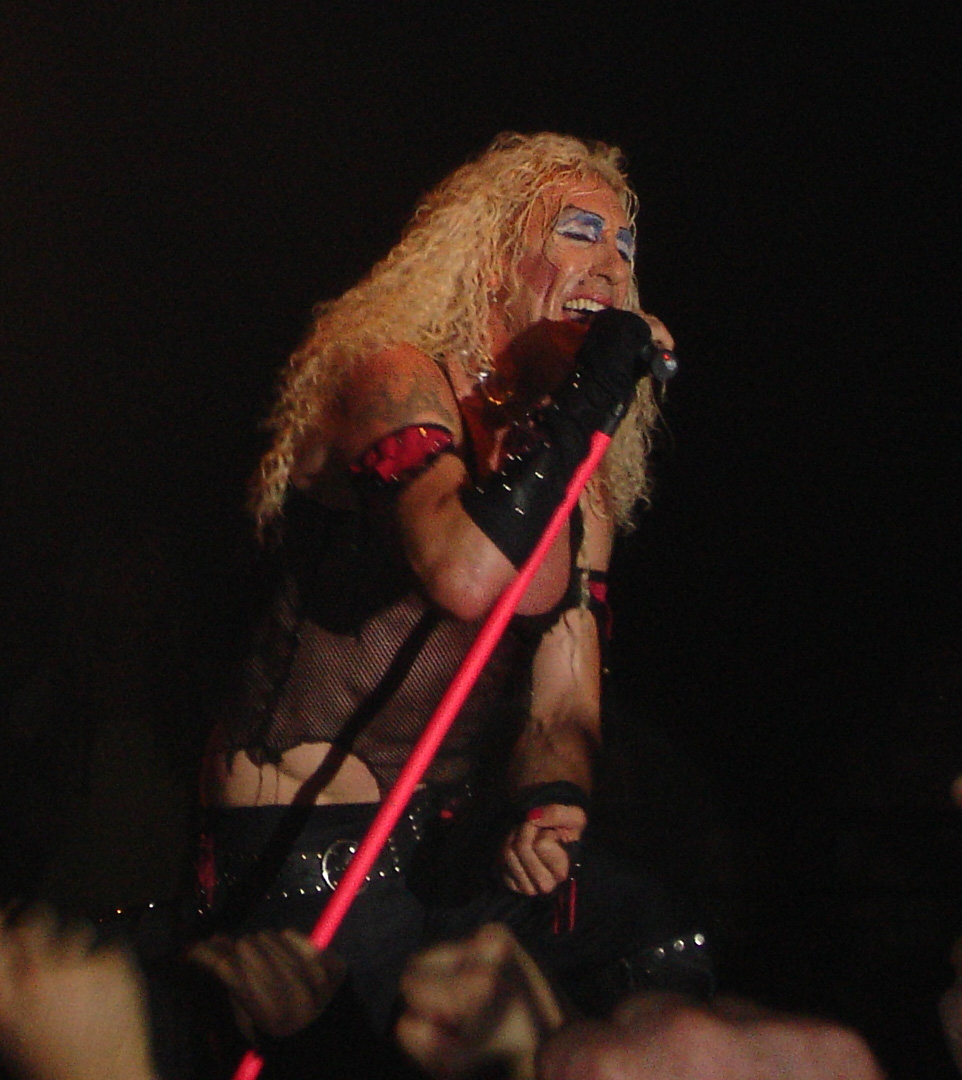
Dee Snider, hier 2007 mit Twisted Sister, tritt seit den 1980er Jahren mit androgynen Bühnenoutfits auf.

Clifford-Napoleone bezeichnet die Metal-Szene, hervorgehoben ihre Vergemeinschaftungsorte, wie Festivals, Konzerte und Diskotheken, als offenen heterotopischen und „transitorischen Raum“, in welchem es möglich ist, stereotype Rollenmuster aufzubrechen. Das visuelle und intertextuelle Spiel mit Androgynie, Erwartungen, Schockwirkungen und Identitäten gilt als Bestandteil der Metal-Kultur und bietet so queeren Menschen, besonders Jugendlichen, Entfaltungsmöglichkeiten, welche ihnen andernorts nicht gegeben scheinen. Nach Jakob Ehmke können „[a]ndrogyne Inszenierungen im Metal […] ein wichtiger Faktor […], speziell in der Gender-Entwicklung von männlichen Jugendlichen“ sein. Metal-Bands und Fans können so im bewussten Umgang mit stereotypisierten Rollenmustern diese kritisch hinterfragen, gelegentlich sogar lösen. Die spielerische Inszenierung bietet „Ansatzpunkte für das kritische Hinterfragen und Aufbrechen dieser Rollen.“ Androgyne Selbstinszenierungen von Alternative-Metal-Gruppen wie Marilyn Manson, Rammstein oder Dir En Grey sowie Glam-Metal-Bands wie Steel Panther oder Twisted Sister bieten so die Möglichkeit, mit marginalisierten und hegemonialisierten Vorstellungen von Männlichkeit subversiv zu spielen. Für das 1998 veröffentlichte Album Mechanical Animals konzipierten Marilyn Manson die androgyn-intersexuelle Figur Alpha, die von Brian Hugh Warner, dem Sänger der Band, dargestellt wird. Die Figur tritt in den Musikvideos zum Album auf und ist essentieller Bestandteil des Albumkonzeptes. Insbesondere dieses Spiel mit Androgynie hat im Metal eine langjährige Tradition, die unter anderem im Cross-Dressing diverser Musiker Ausdruck fand. Zu den bekanntesten Metal-Gruppen neben Marilyn Manson, die sich des Cross-Dressings bedienten, gehören Twisted Sister, Tool, Malice Mizer und Moi dix Mois. Nach Clifford-Napoleone bietet dieser Aspekt der Metal-Szene besonders den queeren Fans einen konfliktarmen Rückzugsraum, in welchem das Ausbilden und Ausleben der eigenen sexuellen Orientierung und geschlechtlichen Identität sich von der gesellschaftlichen Erwartungshaltung lösen kann. Die Metal-Szene bietet diesen Rückzugsraum, in dem Spiel mit der Identität, in Form von Masken, Kostümen, Verkleidungen und Fantasiefiguren auch für heterosexuelle Akteure und Fans zu den elementaren Bestandteilen der Szene gehört. In diesem Kontext ist auch die häufig getragene Fanmode aus Kutten, langen Haaren, Lederjacken, Jeans und Bandshirts, welche häufig nur in großen Größen verfügbar sind, Teil einer nicht primär geschlechtlich kodierten Mode und wird mitunter von Fans jedwedem Geschlechts getragen. Hierbei birgt die Szenemode die Möglichkeit, die geschlechtliche Identität im Rahmen des heterotopischen und transitorischen Raums der Szene aufzulösen. Die Soziologin Rosemary Lucy Hill verweist dabei darauf, dass es als Fan keine Unterschiede zwischen Geschlecht, geschlechtlicher Identität oder sexueller Orientierung gäbe. Der Musikwissenschaftler Florian Heesch und der Sozialwissenschaftler Scott Niall weisen hinzukommend auf einen noch zu erforschenden Aspekt ironisierender Selbstinszenierungen zwischen Androgynie und Hypermaskulinität hin.

#### LGBT-Einfluss auf die Metal-Szene

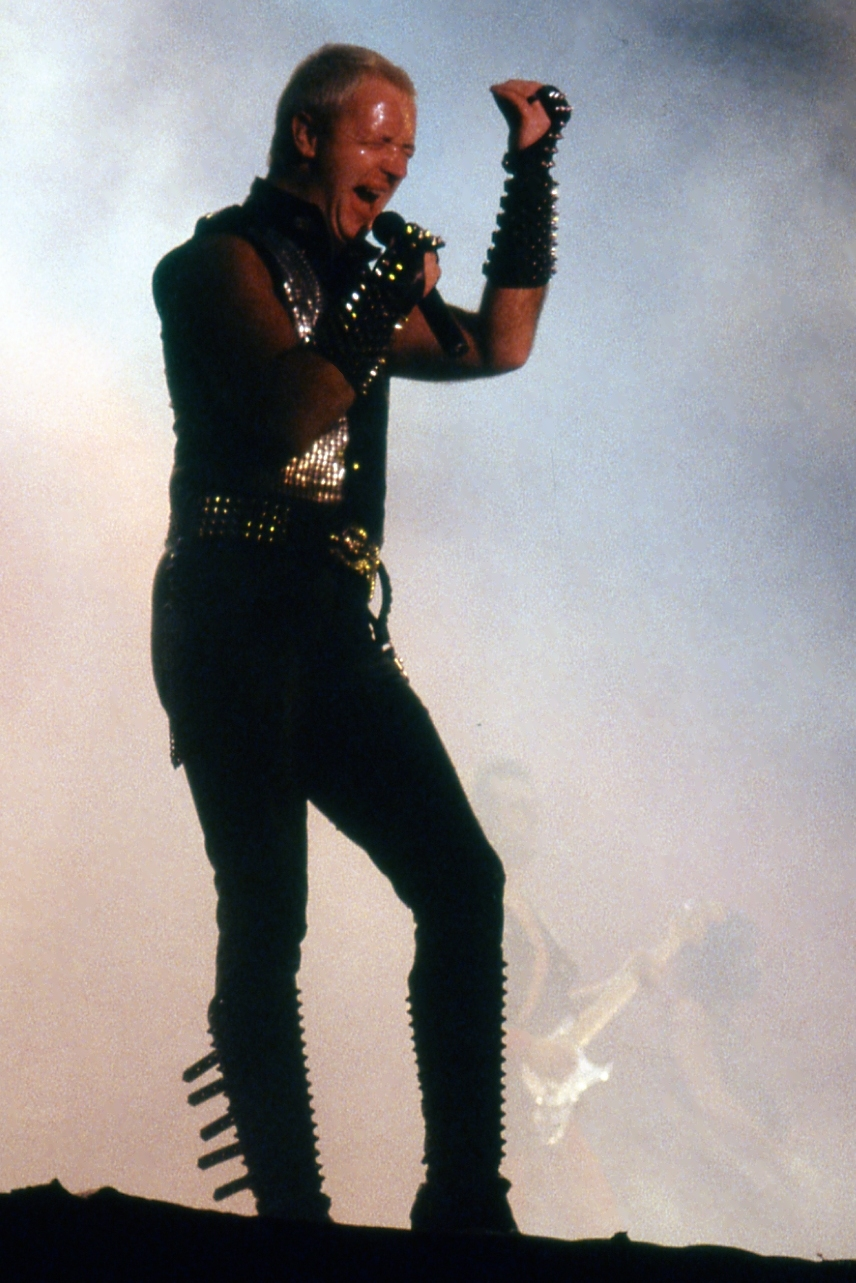
Rob Halford, hier 1984 mit Judas Priest, prägte in den 1980er Jahren die Metal-Mode.

Rob Halford übertrug modische Einflüsse der Lederszene auf die Metal-Szene. Obwohl Lederkleidung bereits zuvor als modischer Aspekt der Metal-Kultur galt, veränderte sich mit Halfords Auftreten in engem schwarzen, zum Teil mit Nieten besetztem Leder das Auftreten der Szene nachhaltig. Halford beteuerte, dass die Kleidung zwar durch die Lederszene inspiriert sei, er aber dieser nicht angehöre. Clifford-Napoleone sieht die stereotyp maskuline Selbstdarstellung im Heavy Metal in Form von „muskulösen in Leder gekleideten Männern“ in der direkten Tradition der homosexuellen Fetischszene und nennt den Umstand, dass in der Szene selbst die homoerotische Note dieses Bildes heterosexuell umgedeutet wird, amüsant.

### Die Metal-Szene aus Sicht der LGBT-Kultur
Dem Metal haftet das Stereotyp an, „gewalttätig, homophob und von Grund auf maskulin“ zu sein. Die Soziologin und Musikwissenschaftlerin Susanne Sackl-Sharif benennt ähnlich Klischees, welche dem Metal gesellschaftlich anhaften. So gälte Metal als männlich und frauenfeindlich.
Clifford-Napoleone sowie Sackl-Sharif bezeichnen diese Stereotype als gesellschaftlich geprägte Mythen, die mit weiteren Vorurteilen gegenüber der Metal-Szene verbunden sind. Dabei weist Sackl-Sharif darauf hin, dass diese Klischees von Fans gelegentlich unreflektiert übernommen werden.
Entsprechend sind kaum Unterschiede zwischen den Vorurteilen der LGBT- und der gesamtgesellschaftlichen Kultur gegenüber der Metal-Szene auszumachen. Um diesen Mythos aus Sicht der LGBT-Kultur zu untersuchen, gestaltete Clifford-Napoleone eine Befragung queerer Metal-Fans. Im Ergebnis konnten kaum Übergriffe festgestellt werden. Die meisten benannten Übergriffe wurden als wenige unerwünschte körperliche Annäherungen während Konzertveranstaltungen bezeichnet. Eine bisexuelle Frau wurde vergewaltigt. Als weitere Stereotype der Szene gelten Sexismus und Rassismus. Greg Puciato, Sänger von The Dillinger Escape Plan, ordnet die latenten sowie offen diskriminierenden Einstellungen und Äußerungen der Metal-Szene dem mit der amerikanischen Szene verbundenen soziokulturellen Kontext zu. Metal würde, ähnlich wie Hip-Hop und Country, besonders vom Prekariat rezipiert. Die mit dieser sozialen Schicht häufig einhergehende Bildungsferne und die geringe Chance, mit anderen Kulturen in Kontakt zu treten, begründen seines Erachtens eine erhöhte Intoleranz, insbesondere vor dem Hintergrund der christlich geprägten Politik des Landes. Als problematisch werden somit Fans und Interpreten deklariert, welche die Brüche in den hyperstilisierten hegemonialen Vorstellungen von Männlichkeit in der Metal-Szene nicht wahrnehmen und die Stereotype als Rollenmuster annehmen. Unter den queeren amerikanischen Metal-Fans ist für diesen Typ Metal-Fan der Ausdruck Macho Man geläufig. Andererseits bezeichnet Clifford-Napoleone das Bild vom ungebildeten, alkoholisierten, undisziplinierten Metal-Fan aus der Arbeiterklasse als ein weit verbreitetes und fehlerhaftes Stereotyp gegenüber der Metal-Szene, das auch von der LGBT-Kultur getragen wird, jedoch nicht generalisiert werden kann.
Schwule Akteure der Metal-Szene verkehren die Stereotype der Szene erneut und bezeichnen Metal als besonders homoerotische und schwule Musik. Hanson Jobb, Sänger von Pink Stëël, nannte „die Schönheit, das Leder und die phallische Anbetung einer Fender Stratocaster“ als bezeichnend für die homoerotische Note des Metals. Ebenso bezeichnete der Torche-Sänger Steve Brooks den Metal als „die schwulste Musik die es gibt. […] Typen die sich in Leder kleiden und Hengste die sich im Moshpit miteinander prügeln, zusammen schwitzen, sich das Haar richtig lang wachsen lassen oder Makeup tragen, [das sei] alles sehr schwul.“ (Steve Brooks 2009 zitiert nach Clifford-Napoleone)
Die beiden bei queeren Metal-Anhängern beliebtesten Subgenres sind Black und Death Metal. Dabei sind weder im angeborenen noch im sozialen Geschlecht oder der sexuellen Orientierung Unterschiede auszumachen, ebenso beeinflussen Alter, Herkunft oder Wohnort diese Präferenz nicht. Dennoch identifizieren die queeren Anhänger dieser Stilrichtungen eben jenen von ihnen bevorzugten Stil als den homo-, bi- und transphobsten Stil im Metal. Nach Clifford-Napoleone bedingen sich diese Einordnung und Präferenz gegenseitig. Als wesentlichen Anreiz, einen Stil zu bevorzugen, von welchem sich die Rezipienten abgelehnt wähnen, nennt sie den im Metal üblichen Drang zum Extremen. Ein anderes Erklärungsmodell beruft sich auf den Status des Außenseiters und der mit der Selbstidentifizierung als Außenseiter unter Außenseitern einhergehenden Selbstwahrnehmung als besonders individuell.

### Homo-, Bi- und Transphobie im Metal
Einige Akteure der Metal-Szene traten spätestens seit den späten 1980er Jahren mit chauvinistischen, insbesondere homophoben Äußerungen und Handlungen in Erscheinung, viele Fans und Akteure aus der Szene kritisierten ein solches Verhalten jedoch. In einigen der als homophob gewerteten Handlungen spiegelt sich die temporär und regional gebundene gesellschaftlich geprägte Haltung gegenüber homo- und bisexuellen sowie transgeschlechtlichen Menschen, welche sich in den westlichen Nationen über die Jahre zunehmend liberalisierte.
Andererseits wird zeit- und raumunabhängig in einem Teil populärer Subgenres des Metals ein stereotypes Männerbild und eine radikal heteronormative Weltsicht propagiert, aus welcher sich viele alltägliche Diskriminierungen ergeben. Insbesondere in der gepflegten Sprache zwischen Liedtexten und Alltagssprache agieren Teile der Szene gelegentlich diskriminierend und chauvinistisch.

#### Heteronormative Inhalte

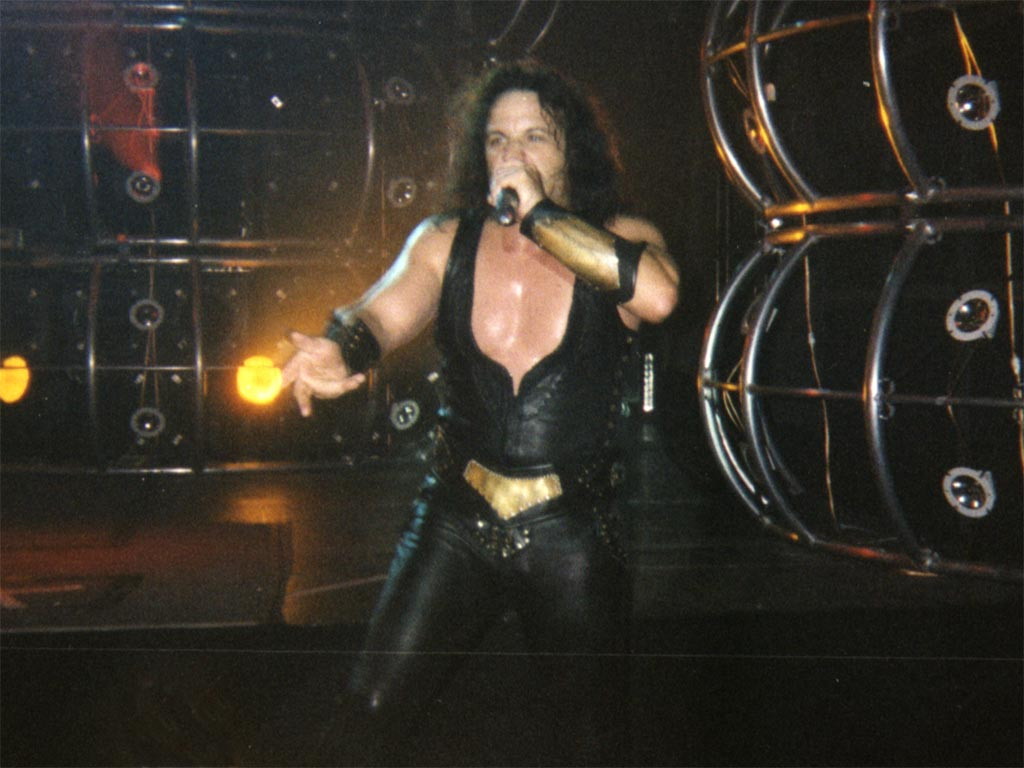
Die True-Metal-Band Manowar (hier Sänger Eric Adams bei einem Auftritt in Paris) wird als Beispiel für eine stereotyp inszenierte Männlichkeit genannt.

In Teilen des Metals inszenieren Musiker sich in einer patriarchalen und damit heteronormativen Matrix, die ihre Stereotype zumeist aus maskulin geprägten Filmen und Erzählungen generiert. Insbesondere Abenteuergeschichten, moderne Heldenepen, Horrorfilme und Fantasy-Erzählungen prägen häufig den lyrischen Inhalt oder werden zumindest durch intertextuelle Bezüge in den Subgenren Viking, Black, Death, Power und True Metal aufgegriffen. Das Stereotyp vom muskulösen, einsamen und kriegerischen Helden wird in diesen Subgenres häufig inszeniert. Insbesondere dem Film Conan der Barbar und der Der-Herr-der-Ringe-Saga wird nachhaltiger Einfluss auf das Männerbild der Szene zugesprochen. Imke von Helden nennt diese hypermaskuline Inszenierung von männlichen Rollenmustern, die sich sowohl in vielen Texten als auch in diversen Albumgestaltungen finden, einen „Rückgriff auf die Vormoderne als eine einfachere, klarere Welt, die im Gegensatz zur heutigen […] Welt steht.“ Der Sozialwissenschaftlerin Marion Gerards zufolge werden im Metal „Kriterien hegemonialer Männlichkeit in der Musik, im Songtext, und in der Performance inszeniert – nicht zuletzt dadurch, dass Weiblichkeit sowie marginalisierte und untergeordnete Formen von Männlichkeit diskriminiert werden.“ Als Beispiel für eine solche hypermaskuline Inszenierung im Metal wird häufig die Band Manowar herangezogen, deren Bühnen- und Albumgestaltungen meist von Bildern kriegerischer Männlichkeit geprägt sind und deren Liedtexte neben sexistischen Inhalten von einem starken Wir-Gefühl sowie von den abstrakt-archaischen Wertvorstellungen Ruhm, Ehre und Stolz geprägt sind. Hierbei wird eine männerbündische Solidarisierung gegen eine „harte Außenwelt“ beschworen.
Gerards räumt ein, dass sich dieses Muster nicht als generelle Aussage gegenüber der Musik oder der zugehörigen Szene fassen lässt und dass dieses Muster besonders in anderen Spielarten des Metals gebrochen wird. Vielmehr sei der Konsum der Musik eine „bewusst provokative Rebellion der Jugendlichen und jungen Erwachsenen gegen die Normen und Werte der Elterngeneration.“ In dieser Rebellion spielt die Überspitzung, Ironisierung und Inszenierung von stereotypen Geschlechterrollen in Abgrenzung zur Elterngeneration eine bedeutende Rolle. Im Umgang mit der Metal-Szene gilt es nach Gerards, sich vornehmlich mit der „Musik und den in ihr transportierten Konzepten von Männlichkeit (und Weiblichkeit) vertraut zu machen und diese kritisch zu reflektieren.“
Die Soziologin Deena Weinstein differenziert hier zwischen unterschiedlichen Inszenierungen von Männlichkeit. Sie beschreibt die inszenierte Männlichkeit des Thrash-, Death- und Black-Metals als exklusiv maskulin, und verortet diese in Abgrenzung zur romantischen Männlichkeit des Gothic Metal und zur gebrochenen und verletzlichen Männlichkeit des Nu Metals.

#### Diskriminierende Sprache
In der amerikanischen sowie in der deutschen Jugendsprache werden die Begriffe gay (englisch homosexuell), fag oder faggot (englisch Schwuchtel) und schwul negativ konnotiert genutzt, ohne dabei einer direkten Homophobie Ausdruck verleihen zu wollen. Dem Psychologen Ulrich Biechele zufolge bezeichnen Jugendliche mit dem Ausdruck schwul „gar nicht speziell die sexuelle Orientierung, […] sondern etwas Schlechtes allgemein.“ Mit solchen, nicht primär homophob gemeinten Äußerungen wird jedoch ein Bild generiert, in welchem das „Schwulsein etwas Minderwertiges ist, das man besser versteckt, wenn man keine Probleme bekommen will.“

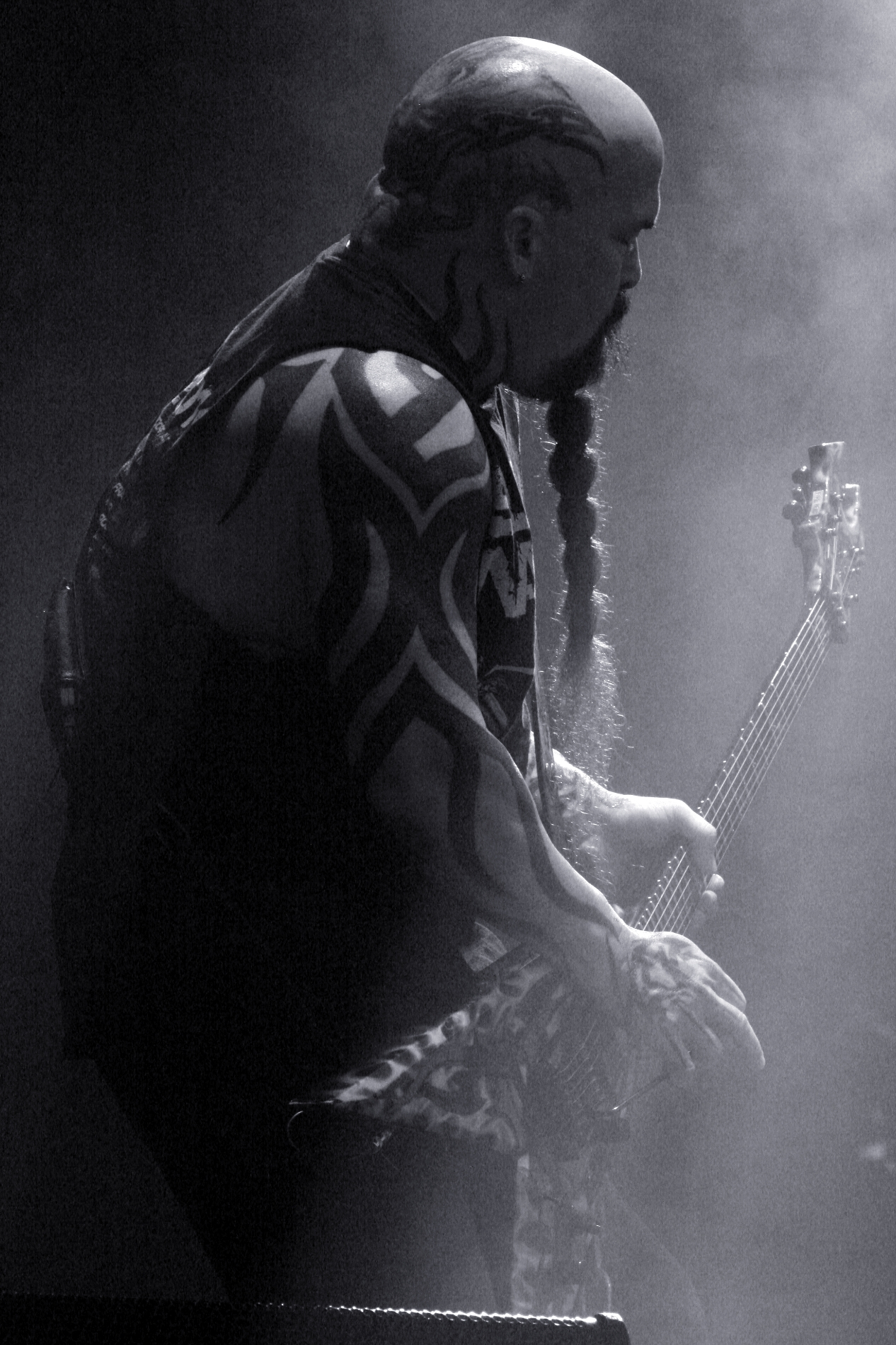
Der Slayer-Gitarrist Kerry King steht für seinen diskriminierend wirkenden Sprachgebrauch in der Kritik.

Derartige negativ konnotierte Verwendungen der Begriffe schwul, gay oder fag wurden wiederholt in der Metal-Szene dokumentiert. Unter anderem berichteten die Cynic-Musiker, dass sie in ihren Anfangsjahren und Jahre vor ihrem Outing, als Vorgruppe der Death-Metal-Gruppe Cannibal Corpse mit solchen diffamierenden Sprechchören vom Publikum versehen wurden, vermeintlich da diesem die Musik und Bühnenpräsenz nicht aggressiv genug erschien.
Ebenso sind derartige Äußerungen von Slayer-Gitarrist Kerry King über den Schlagzeuger Adrian Erlandsson von At the Gates und Cradle of Filth, sowie über Joe Nunez, den ehemaligen Schlagzeuger der Groove- und Nu-Metal-Band Soulfly, sowie über Robb Flynn, den Sänger der Band Machine Head, verbrieft. Diese Äußerungen bezogen sich allein auf die musikalische Leistung der Musiker, die King als schwächlich, weich oder ihm widerstrebend deklarieren wollte. King wird derweil von der Mehrheit der queeren Metal-Fans als eine der homophobsten Personen im Metal bezeichnet. Ihm werden wiederholte abwertende Aussagen und Handlungen nachgesagt, die als Ausdruck einer homophoben Einstellung, welche über einen diskriminierenden Sprachgebrauch hinausgeht, gewertet werden. Jedoch ist der Wahrheitsgehalt dieser Anekdoten über King unklar. Mitunter werden diese Geschichten als Großstadtlegenden gewertet. Weitere Metal-Musiker, wie der Gitarrist Zakk Wylde oder der Deafheaven-Gitarrist Kerry McCoy sind ebenfalls dafür bekannt, dass sie die Begriffe faggot oder gay als allgemeine Abwertungen nutzen. Dem New Musical Express zufolge ist diese diskriminierende Sprache in Internetforen und in den Kommentarfunktionen von Onlinemagazinen der Metal-Szene gebräuchlich. Akteure und Fans würden ihren diffamierenden Sprachgebrauch jedoch als entkontextualisiert entschuldigen und nicht als Ausdruck einer inhärenten Homophobie betrachten, ohne dabei die mögliche Wahrnehmung queerer Menschen zu berücksichtigen. Nach Clifford-Napoleone existiert ein solcher Sprachgebrauch in der Szene und sei ebenfalls in ihren Netzwerken zu finden. Andere Szeneanhänger würden derartige Begriffsnutzungen hingegen kritisieren, bemängeln und konfrontieren.
Die Grindcore-Gruppe Anal Cunt bediente sich in ihren Texten dieses diskriminierenden Sprachgebrauchs. Diverse Liedtitel der Gruppe bezeichneten annähernd beliebige Umstände, Personen und Gruppen als gay oder faggot. Unter anderem veröffentlichte die Band die Titel Tim is gay, The Internet is gay, Technology is gay, You’re gay, Recycling is gay, All our Fans are gay, Anyone who likes The Dillinger Escape Plan is a Faggot und The Word ‘Homophobic’ is gay. Das französische Topographie Magazine bezeichnete diese dauerhafte provokante Verwendung der diffamierenden Sprache, welche in den vom Sänger Seth Putnam zu Auftritten getragenen T-Shirts mit der Aufschrift I am gay und Songtiteln wie If you don’t like Village People, You’re fucking gay ironisierende Höhepunkte erfuhr, als faktische Entleerung des diffamierenden Gehalts, zumindest im Kontext der Band.

#### Als homophob gewertete Äußerungen und Handlungen
Neben Einzelfiguren und -taten finden sich homophobe Strömungen in den erzkonservativ bis rechtsextrem geprägten Stilrichtungen des Metals, im Besonderen in Teilen des NSBM sowie in Teilen des White Metals. Beide Teilbereiche des Metals stehen mit ihrer Haltung in der Metal-Szene allerdings weitestgehend isoliert da. Während Kreationisten und andere streng gläubige Christen ein heteronormatives Weltbild vor einem religiösen Hintergrund rechtfertigen und jede Abweichung als Sünde deklarieren, bezeichnen die Anhänger des Nationalsozialismus Abweichungen als Schädigung des Volkskörpers und Entzug der Zeugungskraft. In rechtsextremen Jugendszenen werden Abweichungen von einem heteronormativen Bild gerade im Hinblick auf Männer abgelehnt, da hier „exklusive Kameradschaftlichkeit“ aus „Solidarität und Freundschaft“ durch das „Erbringen und Zurschaustellen von Mannhaftigkeitsbeweisen im Vordergrund steht“ und damit sozial-emotionale Nähe als Schwäche gewertet wird. Das gepflegte Männlichkeitsbild aus Wehrhaftigkeit, Kameradschaft und Zeugungsfähigkeit knüpft an „Maskulinitätsklischees an und steuert […] Verunsicherungen männlicher Identität(sbildung) entgegen.“ So gehören Homosexuelle und Transmenschen zu den typischen Feindbildern rechtsextremer Liedtexte, da sie mit ihrer Sexualität dem Männlichkeitsklischee gegenüberstehen. Beide Weltanschauungen werden in Teilbereichen des Metals durch zugehörige Musiker proklamiert, sie sind jedoch nicht genereller Bestandteil der Metal-Szene. Die Homophobie, ebenso wie weitere weltanschaulich begründete Diskriminierungen Dritter dieser Gruppen werden derweil weniger mit der Musik als mehr mit dem zugehörigen ideologischen Überbau identifiziert. Selbst in diesen Teilbereichen werden manche Musiker für homophobe Äußerungen kritisiert.

##### Die 1980er Jahre
Bereits zum Ende der 1980er Jahre taten sich einige Musiker durch gezielt homophobe Äußerungen hervor. Sebastian Bach, Sänger der Glam-Metal-Band Skid Row, trat in einem T-Shirt mit der Aufschrift AIDS Kills Fags Dead auf. Axl Rose von Guns n’ Roses äußerte in einem Interview, dass er mit Vorliebe durch Los Angeles fahren würde, um homosexuelle Männer aus seinem Auto heraus zu beschimpfen. Hinzukommend veröffentlichte die Band auf ihrer EP G N’ R Lies 1988 das Lied One in a Million, aufgrund des rassistisch und homophob auslegbaren Textes geriet die Band in die Kritik und wurde von einer Benefizgala der Organisation Gay Men’s Health Crisis ausgeladen. Der Sänger und Texter des Stücks Rose fühlte sich zwar missverstanden, gab jedoch auch keine Entschuldigung ab, sondern rechtfertigte sein Lied und seine homophoben Äußerungen mit subjektiven Erfahrungen sowie als Situationsbeschreibung. Auf die Frage nach einer möglichen Homophobie seinerseits, im Interview mit dem Begriff Anti-Homosexuell betitelt, antwortete Rose, dass er sich als Pro-Heterosexuell verstünde. Dem Vorwurf der chauvinistischen und heteronormativen Ideologie konnte Rose nicht entgegenwirken. Zu späteren Veröffentlichungen der Band wurde die Kritik an One in a Million aufgegriffen. Dabei wurde unter anderem Roses soziale Herkunft, wie beim diskriminierenden Sprachgebrauch anderer Metal-Musiker, als Erläuterung für seine Haltung bemüht. Unabhängig von der Intention und Haltung des Textverfassers wurde das Lied später von den rechtsextremen Musikern Ian Stuart Donaldson und Steve „Stigger“ Calladine für das Album Patriotic Ballads aufgenommen. In dieser Interpretation entledigte sich das Lied eines möglichen soziokulturellen und subjektiven Kontexts und wurde als Ausdruck einer rechtsextremen Ideologie dargebracht.

##### Die 1990er Jahre
Am 21. August 1992 ermordete Bård „Faust“ G. Eithun, Schlagzeuger der Band Emperor, einen betrunkenen, homosexuellen Mann, der ihn auf dem Weg aus einer Gaststätte ansprach. Zu Eithuns Motiven gibt es unterschiedliche Angaben. Kjetil Manheim, der ehemalige Schlagzeuger der Black-Metal-Band Mayhem, konstatierte, dass sich Eithun angegriffen wähnte und seine Tat eine Verteidigungshandlung gewesen sei. Eithun selbst, der sich in den ersten Jahren nach der Tat nicht zu seinen Motiven äußerte, gab später an, „niemals […] homophobe Ansichten“ gehabt zu haben. Im Jahr 1997 beteiligte sich Jon Nödtveidt, Sänger und Gitarrist der Black-Metal-Band Dissection, am Mord an einem 37-jährigen homosexuellen Algerier. Die Band gab an, dass der Mann aus Zorn getötet wurde, weil er die Täter belästigt habe. Weitere Stellungnahmen Nödtveidts blieben aus. Der selbst homosexuelle Sänger Gaahl relativierte 2013 die in der Black-Metal-Szene geschehenen Taten als nicht homophob. Es sei seines Erachtens ein nebensächlicher Aspekt der Taten gewesen, dass die Opfer Homosexuelle waren. Zu Eithun gab er hinzu an, dass er ein freundschaftliches Verhältnis zu ihm pflege. Demgegenüber versuchte Varg Vikernes neben vielen weiteren Angaben, seinen Mord an Øystein „Euronymous“ Aarseth in einer angeblichen Homosexualität des getöteten Musiker zu begründen. Angenommen wird, dass Vikernes mit dieser Aussage lediglich eine Möglichkeit suchte, Euronymous zu diskreditieren, eine tatsächliche Homosexualität des Opfers gilt als unwahrscheinlich. Mit seinem Versuch, den Gründer der Gruppe Mayhem postmortem mittels einer möglichen Abweichung von einer heteronormativen Sexualität in Verruf zu bringen, positionierte sich Vikernes homophob, insbesondere durch die damit begründete Legitimierung des Mordes.
Zu den bekanntesten Veröffentlichungen mit homophobem Inhalt zählt das Lied Zero Tolerance der Extreme-Metal-Band Impaled Nazarene vom Album Nihil aus dem Jahr 2000. Die Band bezeichnete sich, nachdem sie für das Lied angegriffen wurde, als unpolitisch und die Liedtexte der provokativen Attitüde der Band geschuldet. Das Lied sei als „absolut düsteres und geschmackloses Spaßlied“ geschrieben worden.

##### Die 2000er Jahre
Die rassistische und homophobe Black- und Death-Metal-Kompilation Smashing Rainbows: Rock Against Homosexuality wurde im Jahr 2008 vom rechtsextremen Label Fetch the Rope Records veröffentlicht. Nach Clifford-Napoleone ist die CD in der Metal-Szene weitestgehend unbekannt und lediglich in rechtsextremen Kreisen publik. Dennoch gilt die Veröffentlichung unter queeren Metal-Anhängern als eines der drei homophobsten Ereignisse, die im Kontext der Metal-Szene stattfanden.

##### Die 2010er Jahre
Der Gitarrist Mike Reynolds musste 2013 nach diversen Tweets zur Einführung der gleichgeschlechtlichen Ehe in den Vereinigten Staaten die Band For Today verlassen. Reynolds räumte später ein, einen unangebrachten Tonfall gewählt zu haben, beharrte jedoch weiterhin auf der Position, dass Homosexualität eine Sünde sei, die es zu überwinden gälte. Dave Mustaine von Megadeth rechtfertigte seine Positionierung gegen eine Einführung der gleichgeschlechtlichen Ehe ebenfalls mit seinem christlichen Glauben. Später erklärte er, als verheirateter heterosexueller Mann kein Interesse an den Belangen Homosexueller zu haben.
Die Sludge-Band Lord Mantis wurde für das Cover des 2014 veröffentlichten Albums Death Mask als transphob kritisiert. Der für das Artwork verantwortliche Sänger Charlie Fell widersprach dem Vorwurf und bezeichnete die abgebildete Person als Abbild seiner selbst. Die männlichen und weiblichen Geschlechtsmerkmale symbolisieren ihm zufolge einen vollständigen Menschen mit beiden Seiten seiner Persönlichkeit. Die abgebildeten Narben und Wunden trägt Fell eigenen Angaben nach selbst.
Dem Shining-Sänger Niklas Kvarforth wurden nach einem Skandal-Auftritt im Mai 2017 in Idaho homophobe Beschimpfungen des Publikums vorgeworfen. Kvarforth, der sich als Teufelsanbeter bezeichnet, bezeichnete sein Verhalten als Attacke gegen „die Black-Metal-Leute, die nicht zu den Kräften gehören,“ welche er anbete. Diese habe er „schon immer als ‚homosexuelle Black-Metal-Mongoloide‘ bezeichnet“. Seine Intention läge in der Konfrontation des in diesem Punkt aus seiner Sicht heteronormativen und homophoben Teil des Publikums. Homosexualität sei nach seinen Überzeugungen hingegen zu begrüßen.

### Gegenbewegungen zur Homophobie

#### LGBT-Fürsprecher

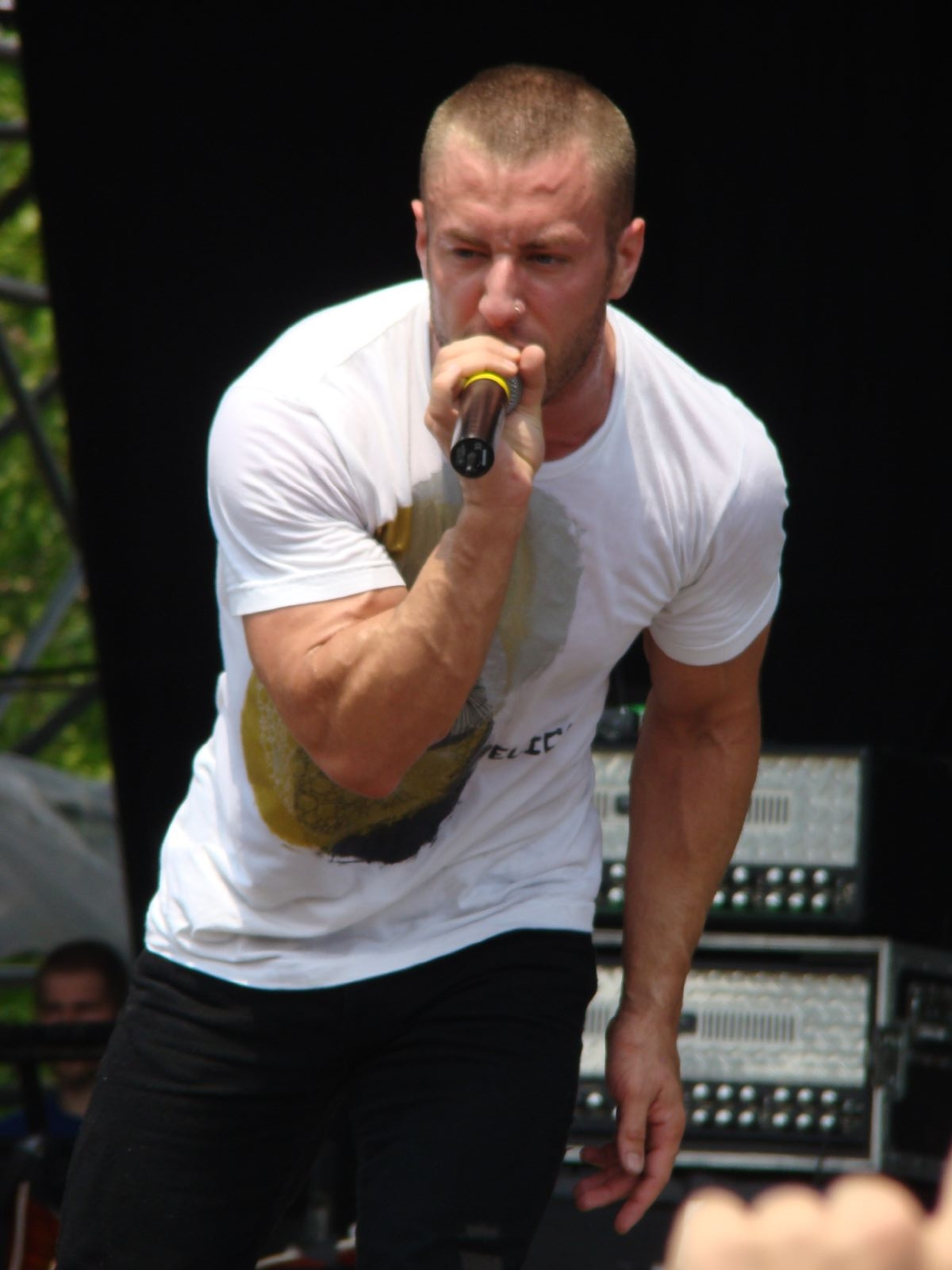
Greg Puciato von The Dillinger Escape Plan positioniert sich häufig gegen Homophobie und für die Gleichberechtigung queerer Menschen.

Zu den aktivsten heterosexuellen Fürsprechern einer Gleichberechtigung queerer Lebensweisen innerhalb der Metal-Szene gehören Greg Puciato und Henry Rollins. Puciato, Sänger der Mathcore-Band The Dillinger Escape Plan, positionierte sich wiederholt gegen homophobe Äußerungen anderer Musiker und Fans und brachte sich wie Rollins für die juristische Gleichberechtigung und gesellschaftliche Akzeptanz queerer Menschen in Interviews und Statements ein. Rollins, Sänger der Alternative-Metal-Band Rollins Band, griff das Thema hinzukommend in seinem Stand-up-Program auf.
Zu Debatten um die Anerkennung gleichgeschlechtlicher Partnerschaften in den Vereinigten Staaten meldeten sich viele Metal-Musiker zu Wort, neben den dargestellten Gegnern aus dem meist christlichen Lager befürworteten die meisten Metal-Gruppen die Entscheidung des obersten Gerichtshofes, den Defense of Marriage Act für verfassungswidrig zu erklären. Musiker von The Dillinger Escape Plan, Rage Against the Machine, Pearl Jam, Red Hot Chili Peppers und Tool kommentierten die Entscheidung als wichtigen gesellschaftlichen Entwicklungsschritt.
Andere Musiker wie Slash, Gene Simmons, Dave Navarro und Scott Ian beteiligten sich bereits zuvor an der NOH8-Kamapgne, welche sich neben einer Aussage gegen Diskriminierung für die Anerkennung gleichgeschlechtlicher Partnerschaften aussprach. Ebenfalls Black- und Extreme-Metal-Musiker äußerten sich gezielt gegen Homophobie. Neil „N. Imperial“ Jameson von Twilight und Krieg bezeichnete „Ignoranz, Rassismus, Homophobie und religiöse Intoleranz“ als Ausdruck einer wachsenden „Dekadenz und […] Degeneration“ der westlichen Gesellschaft.

#### Intertextuelle Bezüge
Neben weiteren Musikern, die sich für eine offene Gesellschaft einbrachten, thematisierten einige Metal-Interpreten Homoerotik und Homophobie in Liedtexten. So wurde Rammsteins Mann gegen Mann aus dem Jahr 2005 von der Gruppe als Auseinandersetzung mit Homophobie gestaltet. Nach Christian Diemer funktioniert diese Idee, besonders durch den Umstand, dass Rammstein das Musikvideo zum Stück hypermaskulin gestalten und somit aus einer heteronormativen Sicht Homophobie und Homoerotik miteinander verbinden.

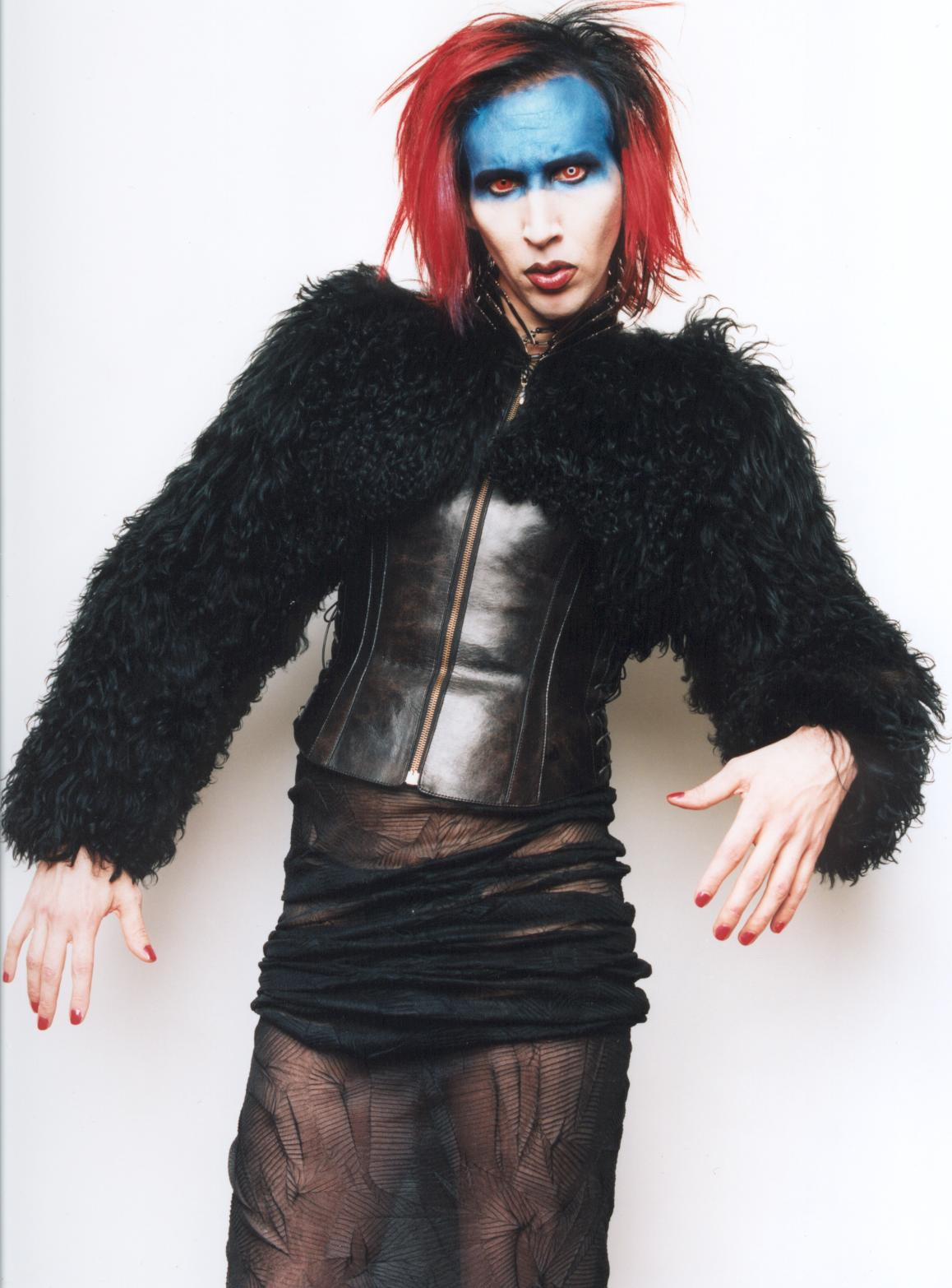
Marilyn Manson als die, zum Album Mechanical Animals erdachte, androgyn-intersexuelle Figur Omega.

Weitere kritische Auseinandersetzungen in Liedern und Musikvideos, welche die Themen Homo- und Transphobie aber auch Homoerotik, aufgreifen, finden sich unter anderem bei Protest the Hero, Living Colour, Marilyn Manson, Faith No More und Kreator. Protest the Hero schrieben mit Tilting Against Windmills ein Lied, das sich gegen die Homophobie religiöser Fundamentalisten richten sollte. Faith No More präsentierten 1992 mit Be Aggressive ein Lied über Oralverkehr unter Männern. Der Sänger Mike Patton gab zu dem von ihm gesungenen Lied an, dass er bereit sei, über jedes Thema zu singen, solange er es interessant findet, unabhängig von möglichen Übertragungen auf seine Person. Living Colour brachten ein Jahr später mit Bi ein Lied heraus, mit welchem sie, dem Sänger Vernon Reid zufolge, Bisexualität als natürlichen Zustand menschlicher Sexualität proklamierten. Das Musikvideo zum Red-Hot-Chili-Peppers-Lied Warped aus dem Jahr 1995 wird vom Magazin The Advocate zu den Videos gerechnet, welche der Homo- und Bisexualität sowie Transgeschlechtlichkeit eine breitere Wahrnehmung und Akzeptanz verschafften. Neben der ästhetischen Homoerotik der Bildsprache wird in dem Video ein intensiver Kuss von Anthony Kiedis und Dave Navarro gezeigt. Die deutsche Thrash-Metal-Gruppe Kreator bezog mit dem Lied Side by Side des 2017 erschienenen Albums Gods of Violence explizit Stellung gegen Homophobie. Der Songschreiber Mille Petrozza gab dazu an, dass die Fans der Gruppe das Thema und die Stellungnahme begrüßt hätten. Lediglich vereinzelt sei Kritik an der Positionierung geübt worden.

## Geschichte der Coming-outs in der Metal-Szene
Die ersten homosexuellen und transgeschlechtlichen Metal-Musiker äußerten sich im Lauf der 1990er-Jahre zu ihrer sexuellen Identität. Das Coming-out von Musikern und Szenegestaltern wurde in der Szene meist von Seiten der Berichterstattung und vieler Anhänger begrüßt, führte jedoch in manchen Fällen zu Anfeindungen bis hin zu Morddrohungen.
Als Zäsur in der Geschichte der Metal-Szene, welche den Diskurs um die Vorstellungen von Geschlechtlichkeit benennen Heesch und Niall zwei Coming-outs. Jenes vom Sänger Rob Halford 1998 und jenes vom Sänger der Black-Metal-Band Gorgoroth Gaahl 2008. Beide Musiker waren bereits vor ihrem Coming Out als Akteure im Metal populär und wurden Synonym zum männlich dominierten Spektrums des Metals verortet.
In bestimmten Teilbereichen des Metals, insbesondere im Alternative Metal, hat sich das Verhältnis gegenüber queeren Szeneakteuren seither zu einer weitestgehend akzeptierenden Selbstverständlichkeit gewandelt. Andererseits lebt in Anbetracht der Größe der Metal-Szene nur ein verhältnismäßig geringer Teil der Akteure eine queere Lebensführung offen aus. In der Bewertung dieses Umstands wird von Akteuren der Szene darauf hingewiesen, dass Interpreten, Manager und Plattenfirmen Umsatzeinbußen durch ein Coming-out befürchten.
Der Soziologe Keith Kahn-Harris ergänzt diese Einschätzung mit dem Hinweis auf subjektive Unterschiede. So sei für einige Akteure der Szene das Coming Out unproblematisch, für viele Szeneanhänger und manche Akteure hingegen sei es eine mit Repressionen verbundene Bürde.

### Die 1990er Jahre

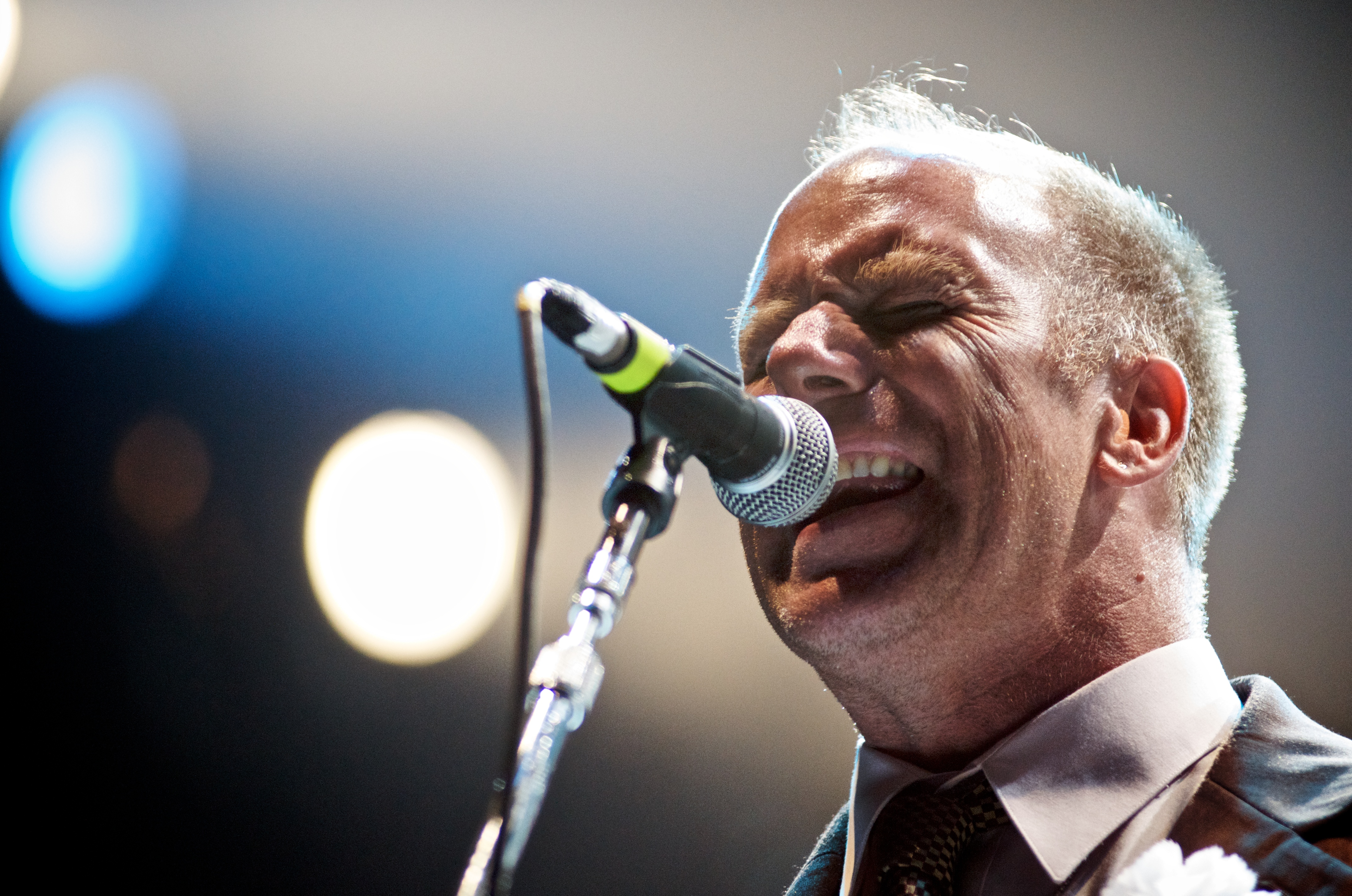
Roddy Bottum, hier 2005 mit Faith No More, outete sich 1993.

Der Keyboarder Roddy Bottum gilt gemeinhin als erster populärer Metal-Musiker, der sich öffentlich zu seiner Homosexualität äußerte. Bottum outete sich im Januar 1993 in einem Zeitungsinterview. Der Band-Mitbegründer Billy Gould von Faith No More äußerte sich enttäuscht darüber, dass er die Information trotz einer langjährigen Freundschaft aus einer Zeitung und nicht persönlich erhielt. Bottum berichtete Jahre später über besonderen Zuspruch von Seiten homosexueller Fans, die sich durch Bottums Coming-out bestätigt sahen. Demgegenüber versuchte einer der Manager der Gruppe, Bottum vom Coming-out abzuhalten, und gab zu bedenken, dass ein Outing zu kommerziellen Einbußen führen könnte. Im Rückblick seien jedoch keinerlei verschlechterten Verkäufe festzustellen. Im November des gleichen Jahres outete sich die als Mark Free geborene Marcie Free, die als Sänger der Glam-Metal-Band King Kobra bekannt wurde, als trans Frau. Free berichtete später, dass sie in der Folge ihres Outings unter Repression des Musikgeschäftes litt und ihr insbesondere kommerzielle Aufträge verwehrt blieben. Über das Internet knüpfte Free hingegen den Bezug zu ihren Fans, welche sie zu einem Großteil unterstützten.
Als bekanntestes Coming-out der 1990er Jahre gilt das des Metal-Sängers Rob Halford, der sich 1998 während eines Live-Gesprächs mit dem Musiksender MTV outete.

“I think that most people know that I’ve been a gay man all of my life, and it’s only been in recent times it’s an issue that I feel comfortable to address … something that I feel has a moment, and this is the moment to discuss it.”

„Ich denke, die meisten Leute wissen, dass ich mein ganzes Leben lang ein schwuler Mann gewesen bin. Das ist etwas, das ich erst seit jüngster Zeit mit Gelassenheit ansprechen kann … etwas, das einen bestimmten Zeitpunkt braucht, um darüber zu reden – und dieser Punkt ist nun gekommen.“

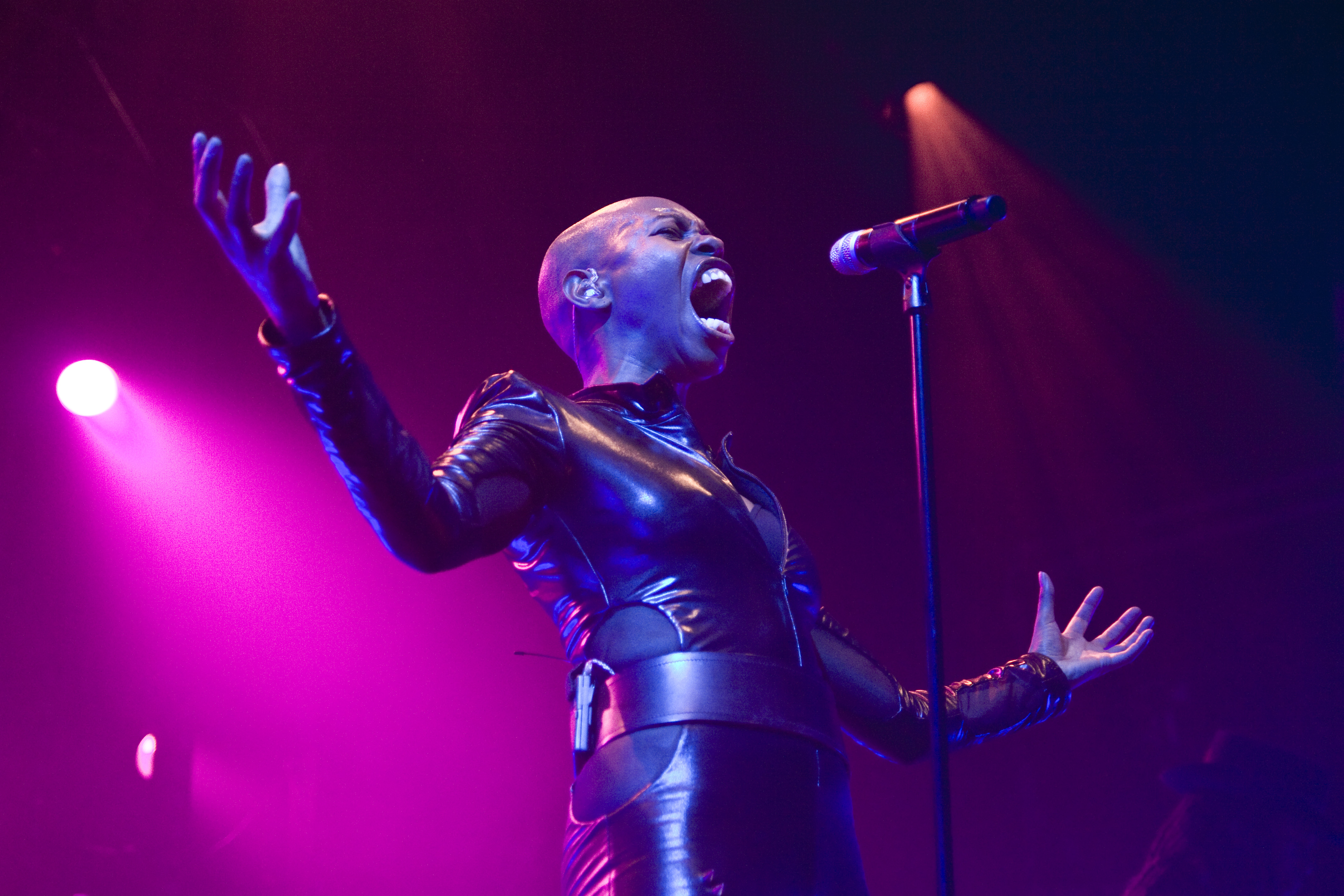
Deborah Anne Dyer alias Skin von Skunk Anansie bezeichnete sich schon zu Beginn ihrer Karriere als bisexuelle schwarze Amazone.

Halford, damals ehemaliger Sänger der Band Judas Priest und aktives Mitglied der vom Industrial Rock beeinflussten Gruppe 2wo, berichtete später über vornehmlich gleichgültige bis positive Reaktionen von Seiten der Anhänger. Halford erklärte, dass den Fans diese Seite seiner Persönlichkeit egal sei und sie ihn „einfach die Songs singen hören und [Judas] Priest sehen“ wollen. Halfords Outing wird im Diskurs um Homosexualität im Metal hervorgehoben, so sei er „[f]ür viele […] mitverantwortlich, dass sich die Heavy-Metal-Szene toleranter gegenüber Homosexualität zeigt.“ In der Zeit zwischen Bottums und Halfords Outings traten nur wenige queere Personen in der Metal-Szene in Erscheinung. Zu den bekannteren gehört die von Beginn ihrer Karriere offen bisexuelle Sängerin Deborah Anne „Skin“ Dyer der in der Metal-Szene rezipierten Crossover-Gruppe Skunk Anansie, sowie der Bassist Doug Pinnick von King’s X. Anders als Halford und Skin, welche sich selbst als „schwarze, glatzköpfige, bisexuelle Amazone“ bezeichnet, berichtete Pinnick von diversen Anfeindungen, besonders von Seiten christlicher Organisationen und Fans. Unter anderem kündigte der christlich geprägte Vertrieb Diamante Music Group die Zusammenarbeit mit King’s X in Berufung auf Pinnicks Entscheidung, „einem abstinenten Lebenswandel zu entsagen“. Andere Musiker wie Brian Cook, der Bassist der in den 1990er Jahren langsam populär werdenden Mathcore-Band Botch und der seit der Mitte der 2000er Jahre aktiven Post-Metal-Band Russian Circles, lebten ebenso wie Skin von Beginn seiner Karriere an offen homosexuell ohne besondere mediale Aufmerksamkeit. Demgegenüber inszenierte das homo- und bisexuelle Musikerinnenkollektiv Rockbitch die eigene Sexualität ab 1995 als Teil ihrer Live-Performance und wurde in der Rezeption von Seiten der Musikpresse über die auf der Bühne ausgelebte Sexualität definiert.

### Die 2000er Jahre

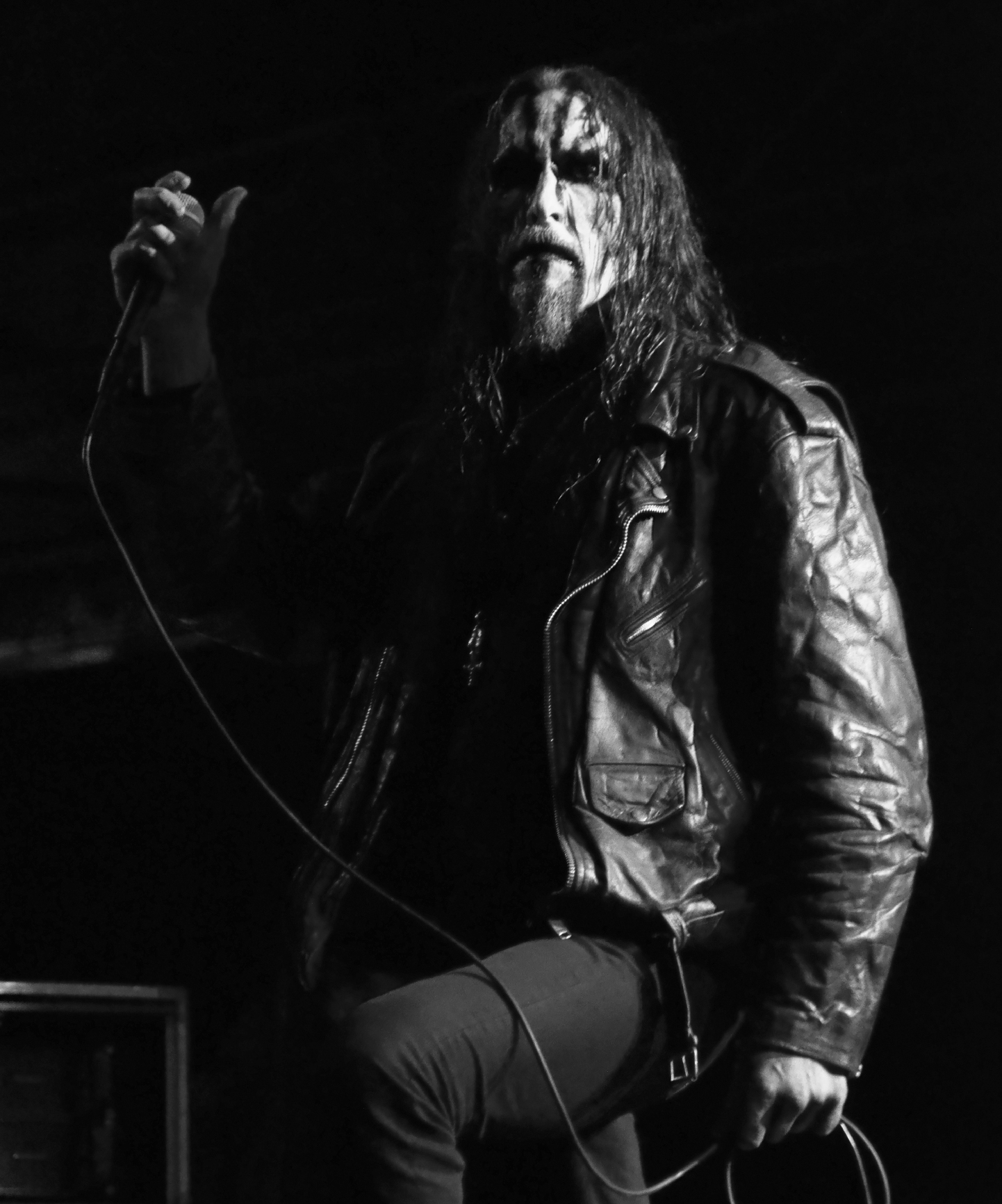
Auf das Outing des Sängers Gaahl, hier mit God Seed, reagierten einige Anhänger mit aggressiven Anfeindungen gegenüber seinem damaligen Lebensgefährten.

Trotz Halfords Outing blieb das Verhältnis der Outings in der Metal-Szene hinter den Statistiken zur demografischen Häufigkeit von Homosexualität von „3–4 % selbst identifizierten homo- und bisexuellen Männern und Frauen“ in Westeuropa und Nordamerika zurück. Insbesondere im klassischen Heavy Metal und im Extreme Metal wurden nur wenige öffentliche Outings bekannt. In den 2000er-Jahren outeten sich neben weiteren Interpreten des weiten Spektrums des Alternative Metal erstmals Musiker des Extreme Metal.
Im Jahr 2003 veröffentlichte die Glam-Metal-Band Pink Stëël ihr Debütalbum und richtet von Beginn ihrer Karriere die Texte an homosexuellen Erfahrungen aus. Musiker wie der Sludge-Sänger Steve Brooks von Torche, die Alternative-Metal-Musikerin Jennifer Arroyo von Kittie und die Nu-Metal-Sängerin Otep Shamaya von Otep, die von Beginn ihrer Karriere ihre Homosexualität offen lebten, wurden ebenso wie die Band Pink Stëël kaum noch medial thematisiert. Shamaya berichtete von einem großen Zuspruch queerer Fans und keinen Repressionen innerhalb der Metal-Szene. Shamaya vermutete jedoch, dass homosexuelle Männer in der Szene einen schwierigeren Stand hätten.
Besondere mediale Aufmerksamkeit erfuhr das Outing des ehemaligen Sängers der Black-Metal-Band Gorgoroth, Gaahl. Im November 2008 outete sich dieser öffentlich in einem Interview mit der Zeitschrift Rock Hard. In der Folge wurde er im Januar 2010 auf der Bergen Gay Galla zur Homosexuellen Person des Jahres gewählt. Zu vermeintlichen Attacken gegenüber Gaahl und seinem damaligen Lebenspartner gibt es unterschiedliche Angaben, die Gaahl selbst dahingehend negierte, dass ihn nie jemand aufgrund seiner Sexualität persönlich angegriffen oder beleidigt habe. Nach seinem Outing erhielt der ehemalige Lebensgefährte Gaahls Morddrohungen und wurde massiv telefonisch belästigt. Verschiedene Redakteure der Metal-Presse reagierten auf die Ereignisse und kritisierten das Verhalten dieser Fans. Ebenso kritisierten Musiker der Extreme-Metal-Szene die Reaktionen solcher Anhänger. Alan A. Nemtheanga von Primordial äußerte sich als „sehr verwirrt über die Reaktionen auf [Gaahls] Outing“ und verortete einen Großteil der Kritik in den „osteuropäischen Raum“. Ebenfalls 2008 outete sich Marissa Martinez (ehemals Dan Martinez) von der Death-Metal- und Grindcore-Band Cretin als trans Frau in einem Interview mit dem Magazin Decibel. Anders als Gaahl werden mit Martinez’ Outing ausschließlich positive Reaktionen verbunden. Martinez selbst berichtete von einer hohen Akzeptanz ihrer Musik in der queeren Gemeinschaft ihrer Wahlheimat San Francisco und damit verbundenen Auftritten der Band in Transgender-Clubs. Die von Martinez befürchteten Anfeindungen aus der Metal-Szene blieben ihren Angaben nach aus.

### Die 2010er Jahre
Am 15. Juli 2011 outete sich Keith Caputo, der Sänger der Alternative-Metal-Band Life of Agony, als transgender ohne eindeutige geschlechtliche Identität. Caputo, der sich bis 2024 weder als Mann noch als Frau verstand, kritisierte später die Berichterstattung, in welcher Informationen über angebliche geschlechtsangleichende Operationen verbreitet wurden. Caputo berichtete hinzukommend von gespaltenen Reaktionen. Er habe sowohl Anfeindungen als auch Zuspruch aus der Metal-Szene erhalten. Neben den Angriffen von einigen Personen aus der überwiegend maskulinen Anhängerschaft der Gruppe habe er viel Zuspruch für seinen Schritt erhalten. Im Jahr 2024 erklärte Caputo sich ausschließlich als Mann zu verstehen.
Die Musiker der Technical-Death-Metal-Band Cynic Paul Masvidal und Sean Reinert outeten sich im Mai 2014 in einem Interview mit der L.A. Times. Der Schritt wurde von großen Teilen der Metal-Szene begrüßt. Ein kurz darauf veröffentlichter homophober Facebook-Kommentar eines bekannten Gitarrenbauers wurde mit dem Outing der Cynic-Musiker in Verbindung gebracht und von der Metal-Szene scharf kritisiert, unter anderem von Mitgliedern der Gruppen Scar Symmetry und Periphery.
Willow C. Ryan von Body Void nutzte die Möglichkeit mit Body Void die eigenen Erfahrungen mit „psychische Erkrankungen, Traumata und Geschlechtsidentitätsstörung“ auszudrücken und machte die eigene Identität zum offen ausgelebten Themenfundus. Das Debüt Ruins und das zweite Album I Live Inside a Burning House sind gänzlich dem Themenkomplex gewidmet. Gegenüber der Hoffnungslosigkeit auf dem Debüt 2016 veröffentlichten Ruins sind die Texte auf dem zwei Jahre später erschienenem I Live Inside a Burning House daran interessiert zu erforschen, was es bedeutet, mit einer psychischen Erkrankung, Traumata und besonders einer Geschlechtsidentitätsstörung zu leben.
Im Oktober 2018 outete sich Melissa Moore, unter dem Namen Vis Crom Gitarristin der US-amerikanischen Black-Metal-Band Absu, als trans. Sie verband ihr Outing mit einem Aufruf an „alle wahren Heavy-Metal-Brüder und -Schwestern“, bei den darauffolgenden Midterm-Wahlen 2018 gegen den „republikanischen Abschaum“ zu wählen. Die Regierung unter Präsident Donald Trump hatte zuvor Pläne bekanntgegeben, dass bei der Bestimmung und Festlegung der Geschlechtsidentität einer Person allein das Geschlecht bei der Geburt relevant sein solle. Sie bezeichnete diese Pläne als eine „buchstäbliche Inquisition gegen Transmenschen“. In einem weiteren Statement äußerte sie zu ihrem Outing, dass sie darüber ihre Band verloren habe und nach ihrem Outing Transphobie von ihren Bandmitglieder erleben musste. Die Trennung der Band sei allein durch ihr Outing verursacht.